# Dipartimento di La Paz (Honduras)
Il dipartimento di La Paz è un dipartimento dell'Honduras sudoccidentale avente come capoluogo La Paz.
Il dipartimento di La Paz comprende 19 comuni:
- Aguanqueterique
- Cabañas
- Cane
- Chinacla
- Guajiquiro
- La Paz
- Lauterique
- Marcala
- Mercedes de Oriente
- Opatoro
- San Antonio del Norte
- San José
- San Juan
- San Pedro de Tutule
- Santa Ana
- Santa Elena
- Santa María
- Santiago de Puringla
- Yarula